# 大岡駅 (静岡県)
大岡駅（おおおかえき）は、静岡県沼津市大岡にある、東海旅客鉄道（JR東海）御殿場線の駅である。駅番号はCB17。
沼津市の大岡地区に位置する駅。太平洋戦争中に軍需工場（現：矢崎エナジーシステム・マーレエレクトリックドライブズジャパン・芝浦機械等）への通勤者輸送を目的に開設された仮乗降場が前身で、戦後の1946年（昭和21年）1月に駅となった。

## 歴史
- 1946年（昭和21年）1月15日：国有鉄道御殿場線の駅として下土狩 - 沼津間に開業、旅客営業開始[1]。
- 1968年（昭和43年）7月1日：御殿場線御殿場 - 沼津間電化に伴い、構内を電化。
- 1971年（昭和46年）2月1日：荷物取扱終了[1]。
- 1987年（昭和62年）4月1日：国鉄分割民営化に伴い、東海旅客鉄道（JR東海）の駅となる[1]。
- 2010年（平成22年）3月13日：ICカード「TOICA」の利用が可能となる[4]。

## 駅構造
単式ホーム1面1線を有する地上駅。路線の北側にホーム・駅舎が置かれている。駅舎内部には、JR全線きっぷうりばが開設されている。
当駅は業務委託駅でありJR東海交通事業の係員が駅業務を行っているが、夜間は係員が配置されない無人駅となっている。また、管理駅である裾野駅が当駅を管理している。

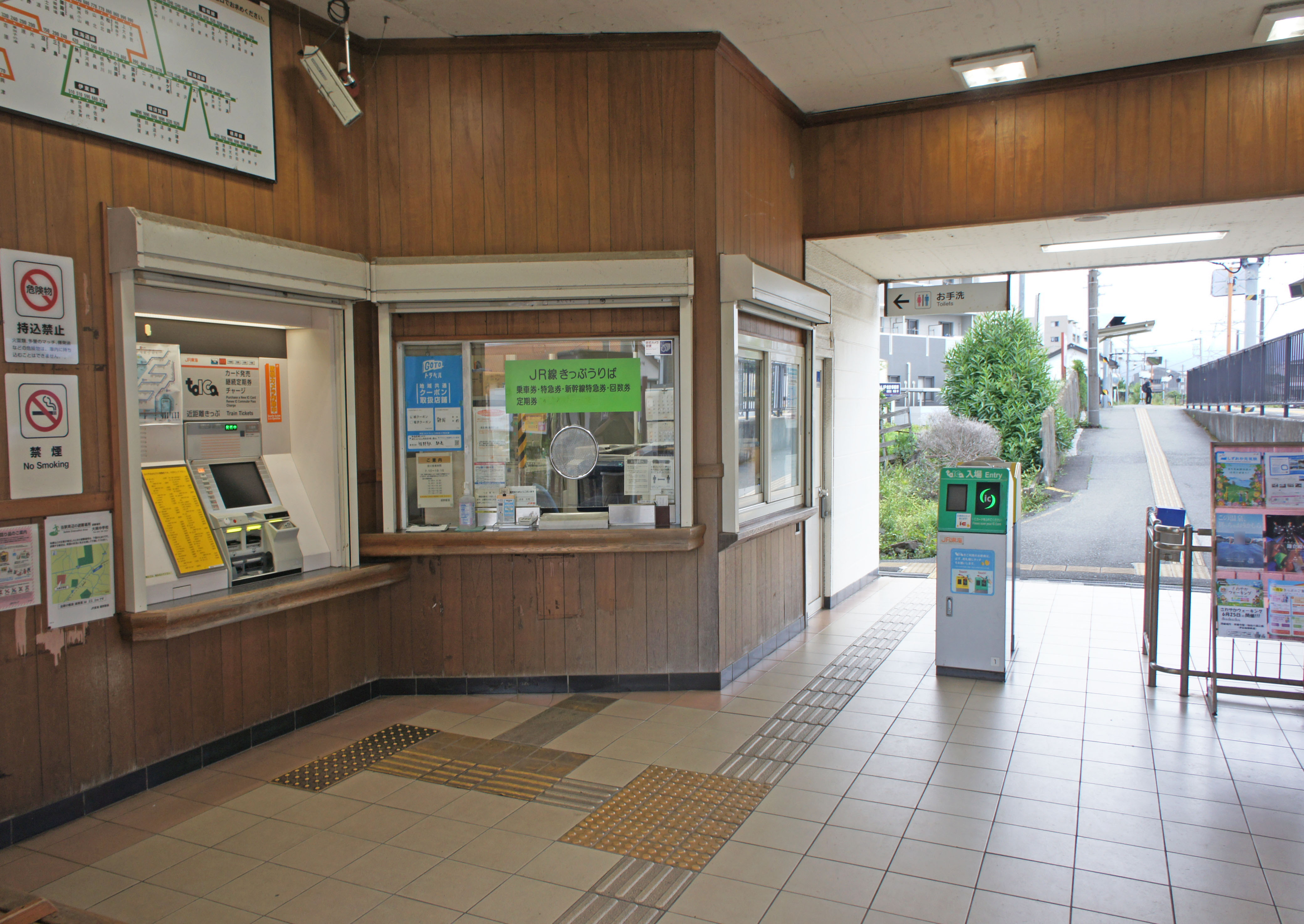
改札口（2022年6月）
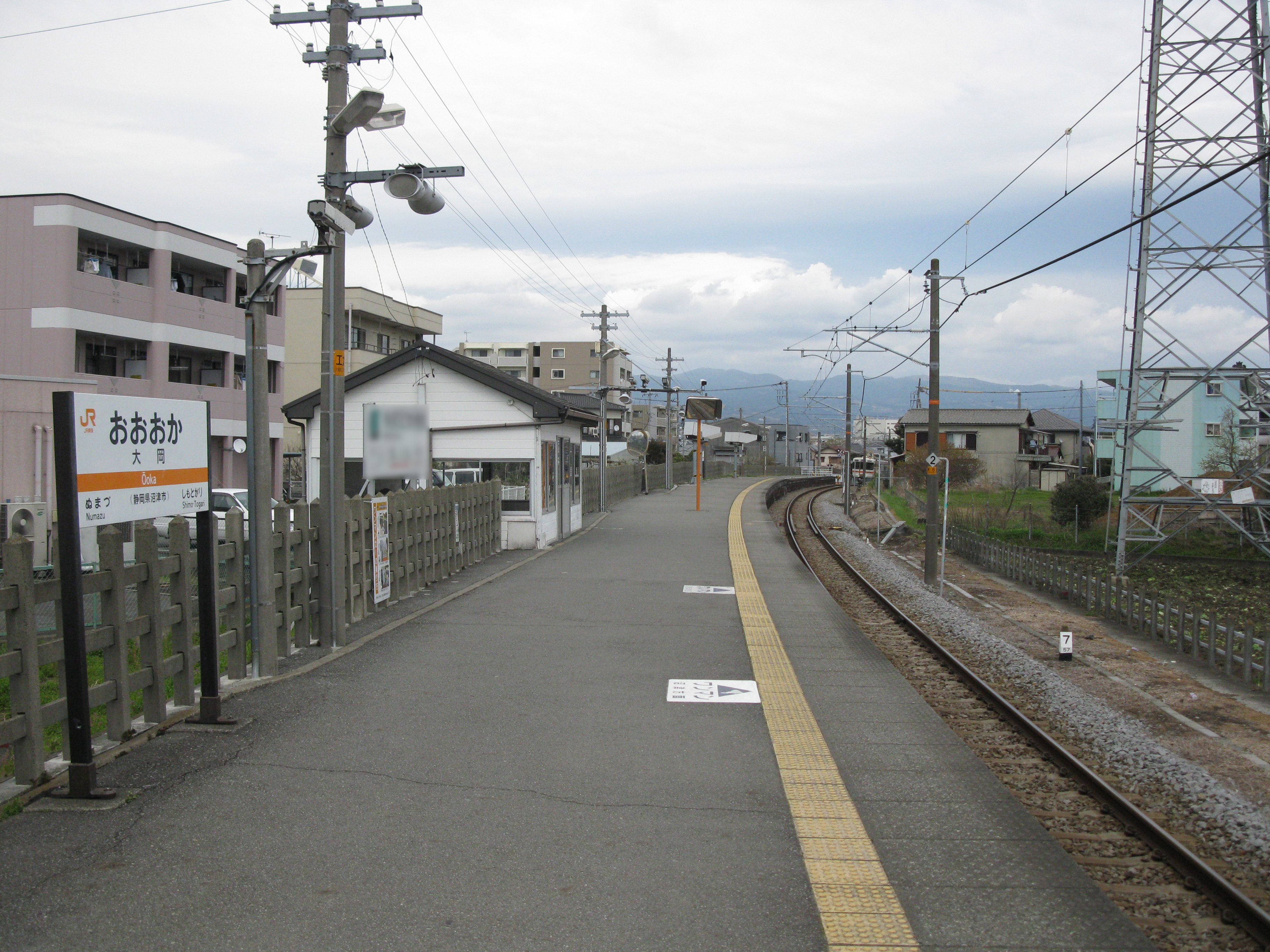
ホーム（2010年3月）

## 利用状況
「静岡県統計年鑑」によると、2021年度（令和3年度）の1日平均乗車人員は1,115人である。
1993年度（平成5年度）以降の推移は以下のとおりである。
| 乗車人員推移       | 乗車人員推移     | 乗車人員推移  |
| 年度               | 1日平均 乗車人員 | 出典          |
| ------------------ | ---------------- | ------------- |
| 1993年（平成05年） | 1,027            | [ 静岡県 2 ]  |
| 1994年（平成06年） | 991              | [ 静岡県 3 ]  |
| 1995年（平成07年） | 1,004            | [ 静岡県 4 ]  |
| 1996年（平成08年） | 1,056            | [ 静岡県 5 ]  |
| 1997年（平成09年） | 995              | [ 静岡県 6 ]  |
| 1998年（平成10年） | 966              | [ 静岡県 7 ]  |
| 1999年（平成11年） | 927              | [ 静岡県 8 ]  |
| 2000年（平成12年） | 885              | [ 静岡県 9 ]  |
| 2001年（平成13年） | 869              | [ 静岡県 10 ] |
| 2002年（平成14年） | 888              | [ 静岡県 11 ] |
| 2003年（平成15年） | 863              | [ 静岡県 12 ] |
| 2004年（平成16年） | 884              | [ 静岡県 13 ] |
| 2005年（平成17年） | 951              | [ 静岡県 14 ] |
| 2006年（平成18年） | 1,022            | [ 静岡県 15 ] |
| 2007年（平成19年） | 1,072            | [ 静岡県 16 ] |
| 2008年（平成20年） | 1,113            | [ 静岡県 17 ] |
| 2009年（平成21年） | 1,056            | [ 静岡県 18 ] |
| 2010年（平成22年） | 1,076            | [ 静岡県 19 ] |
| 2011年（平成23年） | 1,042            | [ 静岡県 20 ] |
| 2012年（平成24年） | 1,104            | [ 静岡県 21 ] |
| 2013年（平成25年） | 1,154            | [ 静岡県 22 ] |
| 2014年（平成26年） | 1,182            | [ 静岡県 23 ] |
| 2015年（平成27年） | 1,237            | [ 静岡県 24 ] |
| 2016年（平成28年） | 1,279            | [ 静岡県 25 ] |
| 2017年（平成29年） | 1,277            | [ 静岡県 26 ] |
| 2018年（平成30年） | 1,317            | [ 静岡県 27 ] |
| 2019年（令和元年） | 1,332            | [ 静岡県 28 ] |
| 2020年（令和02年） | 1,082            | [ 静岡県 1 ]  |
| 2021年（令和03年） | 1,115            | [ 静岡県 1 ]  |

## 駅周辺
静岡県立沼津東高等学校の生徒専用駐輪場が駅のそばに設置されている。
- 国道414号
- 国道1号上石田IC（国道246号・国道414号終点）
- 矢崎エナジーシステム沼津製作所（矢崎総業グループ）
- 芝浦機械沼津本社工場
- 静岡県立沼津城北高等学校
- 静岡県立沼津東高等学校
- 加藤学園高等学校
- 沼津市立大岡小学校
- しずてつストア 大岡店

## バス路線
「大岡駅」停留所にて、伊豆箱根バス（三島営業所）が運行する路線バスが発着する。
- 沼51・沼54・沼55：沼津駅
- 沼51・沼52：三島駅

## 隣の駅
東海旅客鉄道（JR東海）
CB 御殿場線
下土狩駅 (CB16) - 大岡駅 (CB17) - 沼津駅 (CB18)

### 記事本文
1. 1 2 3 4  石野哲 編『停車場変遷大事典 国鉄・JR編』 II（初版）、JTB、1998年10月1日、87頁。ISBN 978-4-533-02980-6。
2. ↑  原口隆行 『鉄道唱歌の旅 東海道線今昔』 JTB、2002年
3. ↑  “大岡駅”. ごてんばせんネット.   御殿場線利活用推進協議会. 2022年11月13日閲覧。
4. ↑  『平成22年3月 TOICAがますます便利になります!!』（PDF）（プレスリリース）東海旅客鉄道、2009年12月21日。オリジナルの2020年12月19日時点におけるアーカイブ。2020年12月19日閲覧。
5. 1 2 3  東海旅客鉄道編集 『東海旅客鉄道20年史』 東海旅客鉄道、2007年

### 利用状況
静岡県統計年鑑
1. 1 2  “6.鉄道運輸状況(JR)” (xls). 長期時系列【統計年鑑編】（県・市町村の変遷～商業）.   静岡県. 2024年1月13日時点のオリジナルよりアーカイブ。2024年1月14日閲覧。
2. ↑  “6.鉄道運輸状況” (PDF). 静岡県統計年鑑1993(平成5年).   静岡県. p. 285 (2013年5月9日). 2019年7月3日時点のオリジナルよりアーカイブ。2019年7月3日閲覧。
3. ↑  “6.鉄道運輸状況” (PDF). 静岡県統計年鑑1994(平成6年).   静岡県. p. 285 (2013年5月9日). 2019年7月3日時点のオリジナルよりアーカイブ。2019年7月3日閲覧。
4. ↑  “6.鉄道運輸状況” (PDF). 静岡県統計年鑑1995(平成7年).   静岡県. p. 285 (2013年5月9日). 2019年7月3日時点のオリジナルよりアーカイブ。2019年7月3日閲覧。
5. ↑  “6.鉄道運輸状況” (PDF). 静岡県統計年鑑1996(平成8年).   静岡県. p. 290 (2013年5月9日). 2019年7月3日時点のオリジナルよりアーカイブ。2019年7月3日閲覧。
6. ↑  “6.鉄道運輸状況” (PDF). 静岡県統計年鑑1997(平成9年).   静岡県. p. 290 (2013年5月9日). 2019年7月3日時点のオリジナルよりアーカイブ。2019年7月3日閲覧。
7. ↑  “6.鉄道運輸状況” (PDF). 静岡県統計年鑑1998(平成10年).   静岡県. p. 290 (2013年5月9日). 2019年7月3日時点のオリジナルよりアーカイブ。2019年7月3日閲覧。
8. ↑  “6.鉄道運輸状況” (PDF). 静岡県統計年鑑1999(平成11年).   静岡県. p. 290 (2013年5月9日). 2019年7月3日時点のオリジナルよりアーカイブ。2019年7月3日閲覧。
9. ↑  “6.鉄道運輸状況” (PDF). 静岡県統計年鑑2000(平成12年).   静岡県. p. 338 (2013年5月9日). 2019年7月3日時点のオリジナルよりアーカイブ。2019年7月3日閲覧。
10. ↑  “6.鉄道運輸状況” (PDF). 静岡県統計年鑑2001(平成13年).   静岡県. p. 282 (2013年5月9日). 2019年7月3日時点のオリジナルよりアーカイブ。2019年7月3日閲覧。
11. ↑  “6.鉄道運輸状況” (PDF). 静岡県統計年鑑2002(平成14年).   静岡県. p. 282 (2013年5月9日). 2019年7月3日時点のオリジナルよりアーカイブ。2019年7月3日閲覧。
12. ↑  “6.鉄道運輸状況” (PDF). 静岡県統計年鑑2003(平成15年).   静岡県. p. 284 (2013年5月9日). 2019年7月3日時点のオリジナルよりアーカイブ。2019年7月3日閲覧。
13. ↑  “6.鉄道運輸状況” (PDF). 静岡県統計年鑑2004(平成16年).   静岡県 (2013年5月9日). 2019年7月3日時点のオリジナルよりアーカイブ。2019年7月3日閲覧。
14. ↑  “6.鉄道運輸状況” (PDF). 静岡県統計年鑑2005(平成17年).   静岡県 (2013年5月9日). 2019年7月3日時点のオリジナルよりアーカイブ。2019年7月3日閲覧。
15. ↑  “6.鉄道運輸状況” (PDF). 静岡県統計年鑑2006(平成18年).   静岡県 (2013年5月9日). 2019年7月3日時点のオリジナルよりアーカイブ。2019年7月3日閲覧。
16. ↑  “6.鉄道運輸状況” (PDF). 静岡県統計年鑑2007(平成19年).   静岡県 (2013年5月9日). 2019年7月3日時点のオリジナルよりアーカイブ。2019年7月3日閲覧。
17. ↑  “6.鉄道運輸状況” (PDF). 静岡県統計年鑑2008(平成20年).   静岡県 (2013年5月9日). 2019年7月3日時点のオリジナルよりアーカイブ。2019年7月3日閲覧。
18. ↑  “6.鉄道運輸状況” (PDF). 静岡県統計年鑑2009(平成21年).   静岡県 (2013年5月9日). 2019年7月3日時点のオリジナルよりアーカイブ。2019年7月3日閲覧。
19. ↑  “6.鉄道運輸状況” (PDF). 静岡県統計年鑑2010(平成22年).   静岡県 (2013年5月9日). 2019年7月3日時点のオリジナルよりアーカイブ。2019年7月3日閲覧。
20. ↑  “6.鉄道運輸状況” (PDF). 静岡県統計年鑑2011(平成23年).   静岡県 (2013年5月9日). 2019年7月3日時点のオリジナルよりアーカイブ。2019年7月3日閲覧。
21. ↑  “6.鉄道運輸状況” (PDF). 静岡県統計年鑑2012(平成24年).   静岡県 (2014年5月1日). 2019年7月3日時点のオリジナルよりアーカイブ。2019年7月3日閲覧。
22. ↑  “6.鉄道運輸状況” (PDF). 静岡県統計年鑑2013(平成25年).   静岡県 (2015年5月11日). 2019年7月3日時点のオリジナルよりアーカイブ。2019年7月3日閲覧。
23. ↑  “6.鉄道運輸状況” (PDF). 静岡県統計年鑑2014(平成26年).   静岡県 (2016年5月2日). 2019年7月3日時点のオリジナルよりアーカイブ。2019年7月3日閲覧。
24. ↑  “6.鉄道運輸状況” (PDF). 静岡県統計年鑑2015(平成27年).   静岡県 (2017年5月2日). 2019年7月3日時点のオリジナルよりアーカイブ。2019年7月3日閲覧。
25. ↑  “6.鉄道運輸状況” (PDF). 静岡県統計年鑑2016(平成28年).   静岡県 (2018年3月29日). 2019年7月3日時点のオリジナルよりアーカイブ。2019年7月3日閲覧。
26. ↑  “6.鉄道運輸状況” (PDF). 静岡県統計年鑑2017(平成29年).   静岡県 (2019年3月27日). 2019年7月3日時点のオリジナルよりアーカイブ。2019年7月3日閲覧。
27. ↑  “6.鉄道運輸状況” (PDF). 静岡県統計年鑑2018(平成30年).   静岡県 (2020年3月17日). 2020年3月25日閲覧。
28. ↑  “6.鉄道運輸状況” (PDF). 静岡県統計年鑑2019(令和元年).   静岡県 (2021年3月23日). 2021年3月24日時点のオリジナルよりアーカイブ。2021年3月24日閲覧。